# Fuleda
Fuleda (deutsch Faulhöden) ist ein kleiner Ort in der polnischen Woiwodschaft Ermland-Masuren und gehört zur Gmina Giżycko (Landgemeinde Lötzen) im Powiat Giżycki (Kreis Lötzen).

## Geographische Lage
Fuleda liegt am Ostufer des Dobensees (polnisch Jezioro Dobskie) im nördlichen Osten der Woiwodschaft Ermland-Masuren. Einen Kilometer weiter nordwestlich befindet sich der 146 Meter hohe Wysoki Róg, einen Kilometer weiter südöstlich erstreckt sich der Fuledzki Borek (Das Haidehen). Bis zur Kreisstadt Giżycko (Lötzen) sind es zehn Kilometer in südöstlicher Richtung.

## Geschichte
Das Gründungsjahr des Vorwerks und späteren Gutsortes ist das Jahr 1561. Nach einer Handfeste aus diesem Jahr erhielt der Schulz von Pierkunowen den Ort Faulheyde gegen Abtretung des Ortes Pierkunowen (1935–1945 Perkunen, polnisch Pierkunowo). Im Jahre 1778 war Fuledi ein adliges Vorwerk mit 15 Hufen und ein Dorf mit 22 Hufen. Besitzer war Friedrich Fabian Baron Schenk zu Tautenburg. 1785 wurde Faulheiden als Gut mit 16 Feuerstellen erwähnt, 1818 waren es 22 Feuerstellen bei 152 Einwohnern.
Von 1874 bis 1945 war Faulhöden in den Amtsbezirk Kamionken (polnisch Kamionki) eingegliedert, der – 1928 in Amtsbezirk Steintal umbenannt – zum Kreis Lötzen im Regierungsbezirk Gumbinnen (1905–1945 Regierungsbezirk Allenstein) in der preußischen Provinz Ostpreußen gehörte.
Im Jahr 1910 zählte der Gutsbezirk Faulhöden mit dem Ortsteil Rudolfchen (polnisch Podborek) insgesamt 80 Einwohner. 
Aufgrund der Bestimmungen des Versailler Vertrags stimmte die Bevölkerung im Abstimmungsgebiet Allenstein, zu dem Faulhöden gehörte, am 11. Juli 1920 über die weitere staatliche Zugehörigkeit zu Ostpreußen (und damit zu Deutschland) oder den Anschluss an Polen ab. In Faulhöden stimmten 80 Einwohner für den Verbleib bei Ostpreußen, auf Polen entfielen keine Stimmen.
Am 30. September 1928 wurde der Gutsbezirk Faulhöden in eine Landgemeinde umgewandelt. Die Zahl der Einwohner belief sich 1933 auf 67 und stieg bis 1939 auf 94.
Im Jahr 1945 kam das kleine Dorf in Kriegsfolge mit dem gesamten südlichen Ostpreußen zu Polen und erhielt die polnische Namensform Fuleda. Heute gehört der Ort zum Schulzenamt (polnisch sołectwo) Kamionki und ist eine Ortschaft innerhalb der Gmina Giżycko (Landgemeinde Lötzen) im Powiat Giżycki (Kreis Lötzen), bis 1998 der Woiwodschaft Suwałki, seither der Woiwodschaft Ermland-Masuren zugehörig.

## Religionen
Vor 1945 war Faulhöden in die Evangelische Pfarrkirche Lötzen in der Kirchenprovinz Ostpreußen der Evangelischen Kirche der Altpreußischen Union sowie in die Katholische Pfarrkirche St. Bruno Lötzen im Bistum Ermland eingepfarrt. 
Heute gehört Fuleda zur katholischen Pfarrei in Kamionki (Kamionken, 1928–1945 Steintal) im Bistum Ełk (Lyck) der Römisch-katholischen Kirche in Polen bzw. zur Evangelischen Pfarrkirche in Giżycko in der Diözese Masuren der Evangelisch-Augsburgischen Kirche in Polen.

## Schule
Eine Schule wurde in Faulhöden im Jahre 1857 gegründet. Im Jahr 1945 wurde sie einklassig geführt.

## Verkehr
Fuleda liegt abseits des Verkehrsgeschehens und ist über eine Landwegverbindung von Kamionki aus zu erreichen. Eine Bahnanbindung besteht nicht.